# Релятивистская астрофизика
Релятиви́стская астрофи́зика — раздел астрофизики, изучающий на основе специальной и общей теории относительности свойства сверхплотных астрономических объектов (плотность, близкая к ядерной и превышающая её) — нейтронных звёзд и чёрных дыр.

## Область исследований
В рамках релятивистской астрофизики изучаются астрономические явления и объекты в условиях, для которых неприменимы классическая механика и закон тяготения Ньютона: скорость движения, близкая к скорости света; чрезвычайно высокие значения давления и плотности энергии, а также гравитационного потенциала (близкие к квадрату скорости света).
Значительное место в релятивистской астрофизике уделяется также изучению космических лучей и гамма-излучения, являющегося результатом взаимодействия протонов и более тяжёлых ядер космических лучей с межзвёздным веществом. Предметом исследований релятивистской астрофизики также являются взрывы сверхновых звёзд, которые сопровождаются образованием нейтронных звёзд и чёрных дыр и приводят, по-видимому, к выбрасыванию космических лучей.
В своих выводах релятивистская астрофизика тесно «соприкасается» с космологией.

## История

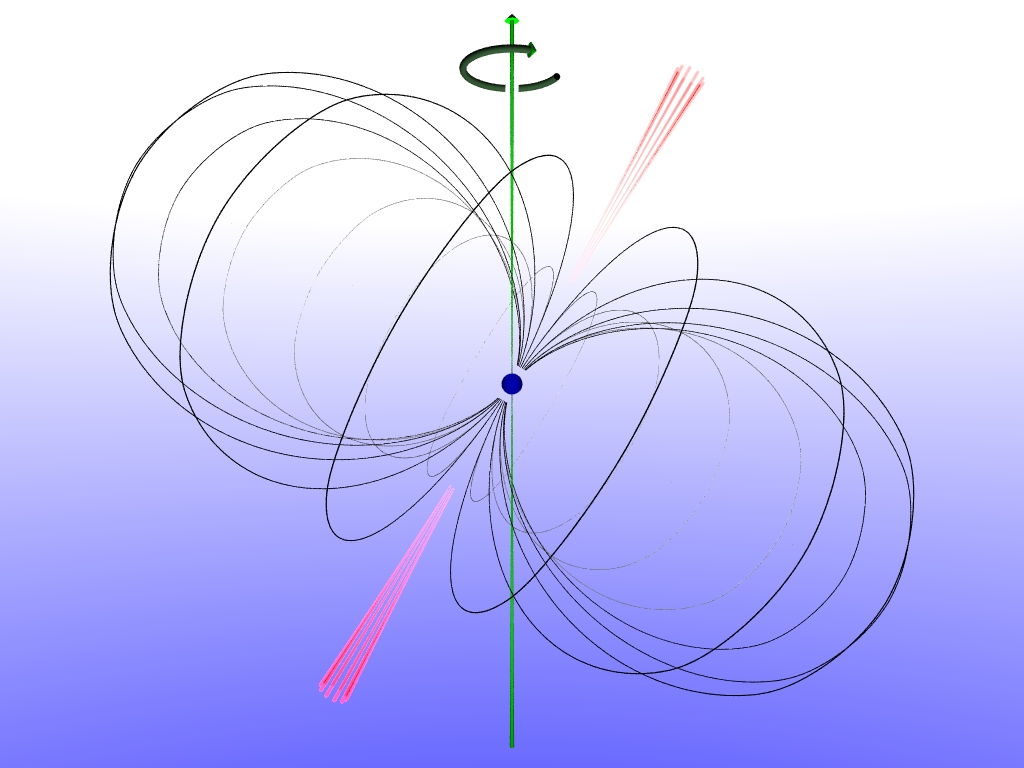
Широкое признание релятивистская астрофизика получила лишь после открытия пульсаров в 1967 году

Первая работа, относящаяся по своему содержанию к релятивистской астрофизике, появилась в 1916 году, когда К. Шварцшильд теоретически рассмотрел гравитационное поле вокруг сильно сжатой массы. Он ввёл понятие гравитационного радиуса, которое сыграло большую роль в дальнейшем развитии данного направления.
В 1922—1924 годы А. А. Фридманом были построены релятивистские нестационарные космологические модели.
В 1930—1940-х годы в работах американских астрономов В. Бааде и Ф. Цвикки, советского физика Л. Д. Ландау и американских физиков Р. Оппенгеймера и Дж. М. Волкова было объяснено превращение обычных звёзд достаточно большой массы в конце эволюции в нейтронные звёзды, в которых плотность вещества достигает 1014—1015г/см3. В результате звёзды с массой, близкой к массе Солнца, превращаются в нейтронные звёзды с радиусом около 10 км и гравитационным потенциалом, достигающим 0,3 с2 на поверхности. Позже были изучены пути превращения в «чёрную дыру» обычных звёзд с массой, в 2—3 раза превышающей массу Солнца.
Быстрое развитие релятивистской астрофизики в 1960-е годы привело к поискам возможных проявлений релятивистских состояний звёзд. Было отмечено, что звёзды в таком состоянии могут играть роль невидимых спутников в двойных системах, где второй компонент — нормальная звезда.
Широкое признание релятивистская астрофизика получила лишь в 1967 году, после открытия пульсаров, представляющих собой быстро вращающиеся нейтронные звёзды.

### В СССР

Яков Борисович Зельдович положил начало новой науке в СССР — релятивистской астрофизике

Помимо США и Великобритании вопросы релятивистской астрофизики глубоко исследовались и в СССР.
Формирование этого научного направления в нашей стране пришлось на 1960-е годы и связано с именем академика Якова Борисовича Зельдовича, основателя школы релятивистской астрофизики в СССР. Впервые на русском языке словосочетание «релятивистская астрофизика» появилось, судя по всему, в 1963 году.
Важной для данной науки в СССР была работа Зельдовича «Судьба звезды и выделение гравитационной энергии при аккреции», опубликованная в 1964 году.
В 1967 году вышел труд Я. Б. Зельдовича и И. Д. Новикова «Релятивистская астрофизика», который стала «настоящей энциклопедией по актуальным проблемам астрофизики».

### Отдел релятивистской астрофизики ГАИШ
Отдел релятивистской астрофизики Государственного астрономического института имени П. К. Штернберга (МГУ) был основан в 1982 году академиком Зельдовичем.
С 1987 года в отделе разрабатывается модель эволюции двойных звёзд и система популяционного синтеза, известная как «Машина Сценариев». Именно эволюция двойных звезд приводит к образованию интересных астрофизических объектов, важных для изучения фундаментальных проблем астрофизики и космологии.
Под руководством астрофизика В. М. Липунова в 2003 году была создана оптическая роботизированная обсерватория (МАСТЕР), основная задача которой — поиск оптических послесвечений гамма-всплесков, поиск вспышек сверхновых, астероидов и других оптических транзиентных явлений.
В 2014 году была проведена международная конференция «Космология и релятивистская астрофизика (Зельдович-100)» в честь столетия Якова Борисовича Зельдовича.
По сей день данный отдел является одним из ведущих центров теоретической астрофизики в России. Основными направлениями исследований этого отдела являются физика и эволюция компактных звёзд, исследование гамма-всплесков, аккреция, гравитационно-волновая, рентгеновская и гамма-астрономия, а также космология и космомикрофизика.
Сотрудниками отдела был организован Общемосковский семинар астрофизиков имени Якова Борисовича Зельдовича (ОСА) и Семинар по гравитации и космологии имени Абрама Леонидовича Зельманова (Зельмановский семинар по гравитации и космологии). В рамках данного отдела проводится микросеминар.
На 2023 год руководителем данного отдела является Николай Иванович Шакура.